# Ligga sked

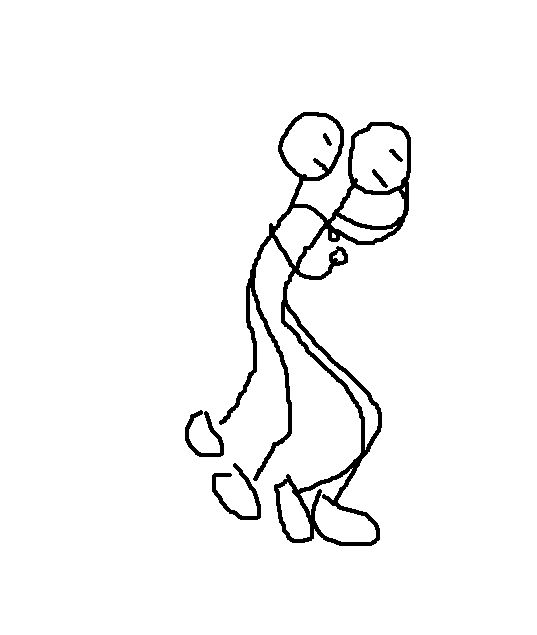
Teckning som beskriver hur man ligger sked.

Ligga sked, sova sked eller skeda innebär att två personer (eller fler) ligger och håller om varandra så att den ena vänder ryggen emot den andre, som två skedar passar i varandra.
Att skeda frigör dopamin, som är kopplat till njutning och bland annat ökar sexlusten, något som kan förklara varför ställningen ofta associeras med just sex, enligt kroppsspråksexperten Tonya Reiman.

## I populärkulturen
Kortfilmen Ligga sked i regi av Rasmus Lodenius handlar om en ung kvinna som annonserar efter någon att ligga sked med mot betalning.

### Webbkällor
- Svenska Akademiens ordböcker (SAOL, SO och SAOB) på Svenska.se: sked
- Svenska Akademiens ordböcker (SAOL, SO och SAOB) på Svenska.se: skeda